# Miklós Radnóti
Miklós Radnóti, właśc. Miklós Glatter (wym. [ˈmikloːʃ ˈrɒdnoːti]; ur. 5 maja 1909 w Budapeszcie, zm. 9 listopada 1944 w Abdzie) – węgierski poeta i tłumacz.

## Biografia
Miklós Radnóti urodził się w Budapeszcie 5 maja 1909 roku. W latach 1930–1935 studiował literaturę węgierską i francuską na Uniwersytecie Segedyńskim. Podczas studiów nawiązał szereg przyjaźni z artystami i intelektualistami węgierskimi. Pierwszy zbiór wierszy „Pogány köszöntõ” opublikował w 1930 roku. W twórczości inspirował się twórcami awangardowymi węgierskimi i czeskimi. Drugi tomik poezji Újmódi pásztorok éneke, wydany w 1931 roku, został wycofany ze sprzedaży, a poeta ledwie uniknął uwięzienia. Za życia Radnótiemu udało się opublikować w sumie dziewięć zbiorów swoich wierszy.
W latach 30. XX wieku wraz z żoną Fanni Gyarmati podróżowali do Francji. W związku z sytuacją polityczną Radnóti przeszedł z judaizmu na katolicyzm. Mimo że w swych ostatnich latach życia był coraz silniej izolowany ze społeczności z powodu żydowskich korzeni, wewnętrznie wciąż intensywniej asocjował i identyfikował się w swoich wojennych wierszach z Węgrami. Jego poezję można zakwalifikować jako poezję awangardy i ekspresjonizmu z elementami neoklasycyzmu. Był autorem eklog i poezji miłosnej. Prowadził dziennik. Tłumaczył poezje, poetów takich, jak Guillaume Apollinaire czy Henry de Montherlant. Po wybuchu wojny, ze względu na swoje żydowskie pochodzenie był przymuszany do prac na rzecz państwa. W maju 1944 roku pracował w kopalniach miedzi w Jugosławii.
Zmarł 9 listopada 1944 roku podczas morderczego marszu węgierskich Żydów z obozu pracy w Borze w kierunku centralnej części kraju. Najpierw pobity przez pijanego żołnierza, następnie uznany za zbyt słabego, aby móc przeżyć. Został zastrzelony i pochowany w zbiorowej mogile we wsi Abda. Podczas ekshumacji grobu odnaleziono niewielki notes zawierający jego ostatnie wiersze. Wydano je pośmiertnie w 1946 w tomiku „Tajtékos ég”.